# SVA 1500
SVA 1500 – samochód Formuły 1 konstrukcji SVA, zaprojektowany przez Giovanniego Savonuzziego. Wziął udział w jednym nieoficjalnym wyścigu Formuły 1.

## Historia
Model ten został zaprojektowany przez Giovanniego Savonuzziego. Do jego napędu posłużył doładowany silnik 1,1 litra FIAT (chociaż ogłoszono także możliwość korzystania z jednostki wolnossącej). Planowano także użycie silnika 820 cm³ do amerykańskich wyścigów midgetów, ale plany te nigdy nie zostały zrealizowane.
Samochód zadebiutował w nieoficjalnym Grand Prix San Remo 1950 na torze Ospedaletti, a prowadził go Rudi Fischer, zgłoszony przez Écurie Espadon. Fischer został dopuszczony do wyścigu z ostatniej pozycji mimo faktu, że podczas treningów nie uzyskał czasu. Szwajcar wycofał się jednak z rywalizacji pod koniec pierwszego okrążenia na skutek uszkodzonego przewodu olejowego. Mimo to samochód został zgłoszony do Grand Prix Szwajcarii 1950. Nie wziął jednak udziału w tym Grand Prix z powodu problemów technicznych i finansowych.
W późniejszych latach samochód ten okazjonalnie uczestniczył w wyścigach górskich we Włoszech, Szwajcarii i Austrii.

## Wyniki w Formule 1
| Legenda oznaczeń w tabelach wyników Wyświetl szablon na nowej stronie | Legenda oznaczeń w tabelach wyników Wyświetl szablon na nowej stronie                                                                     |
| Oznaczenie                                                            | Wyjaśnienie |
| --------------------------------------------------------------------- | --- |
| Złoty                                                                 | Zwycięzca lub mistrzostwo |
| Srebrny                                                               | 2. miejsce lub wicemistrzostwo |
| Brązowy                                                               | 3. miejsce lub II wicemistrzostwo |
| Zielony                                                               | Ukończył, punktował (w klasyfikacji generalnej, gdy zdobył co najmniej jeden punkt na przestrzeni sezonu, poza trzema powyższymi opcjami) |
| Niebieski                                                             | Ukończył, nie punktował (w klasyfikacji generalnej, gdy nie zdobył co najmniej jednego punktu na przestrzeni sezonu)                      |
| Czerwony                                                              | Nie zakwalifikował się (NZ) |
| Czerwony                                                              | Nie prekwalifikował się (NPK) |
| Różowy                                                                | Nie ukończył (NU) |
| Różowy                                                                | Niesklasyfikowany (NS) (w klasyfikacji generalnej, gdy nie został sklasyfikowany w żadnym wyścigu sezonu)                                 |
| Czarny                                                                | Zdyskwalifikowany (DK) |
| Czarny                                                                | Wykluczony (WYK/EX) |
| Biały                                                                 | Nie wystartował (NW) |
| Biały                                                                 | Kontuzjowany (K/INJ) |
| Biały                                                                 | Wyścig odwołany (OD/C) |
| Bez koloru                                                            | Został wycofany (WYC/WD) |
| Bez koloru                                                            | Nie przybył (NP/DNA) |
| Bez koloru                                                            | Nie brał udziału w treningach (NT/DNP) |
| Bez koloru                                                            | Nie został zgłoszony (–) |
| Pogrubienie                                                           | Start z pole position |
| Kursywa                                                               | Najszybsze okrążenie wyścigu |
| †                                                                     | Nie ukończył, ale jego rezultat został zaliczony ze względu na przejechanie więcej niż 90% dystansu wyścigu.                              |
| *                                                                     | Sezon w trakcie |
| 1/2/3                                                                 | Punktowana pozycja w sprincie kwalifikacyjnym                                                                                             |
| Lista systemów punktacji Formuły 1                                    | |

| Sezon | Zespół         | Silnik | Kierowcy     | Wyniki w poszczególnych eliminacjach | Wyniki w poszczególnych eliminacjach | Wyniki w poszczególnych eliminacjach | Wyniki w poszczególnych eliminacjach | Wyniki w poszczególnych eliminacjach | Wyniki w poszczególnych eliminacjach | Wyniki w poszczególnych eliminacjach | Wyniki kierowców | Wyniki kierowców | Wyniki konstruktora | Wyniki konstruktora |
| 1950  |                |        |              | Wielka Brytania                      | Monako                               | Stany Zjednoczone                    | Szwajcaria                           | Belgia                               | Francja                              | Włochy                               | Pkt.             | Msc.             | Pkt.                | Msc.                |
| ----- | -------------- | ------ | ------------ | ------------------------------------ | ------------------------------------ | ------------------------------------ | ------------------------------------ | ------------------------------------ | ------------------------------------ | ------------------------------------ | ---------------- | ---------------- | ------------------- | ------------------- |
| 1950  | Écurie Espadon | FIAT   | Rudi Fischer | -                                    | -                                    | -                                    | WD                                   | -                                    | -                                    | -                                    | 0                | NS               | –                   | –                   |